# En försvunnen värld (bok, 1912)
En försvunnen värld (originaltitel: The Lost World) är en brittisk (engelsk) science fiction roman skriven av Arthur Conan Doyle med illustrationer av den nyzeeländske tecknaren Harry Rountree, ursprungligen publicerad i åtta delar i tidskriften Strand Magazine från april till november 1912. Senare samma år utgavs den i sin helhet som inbunden bok av förlaget Hodder & Stoughton.
Romanen följer ett forskarlag som beger sig djupt in i Amazonas djungler i jakten på en outforskad bergsplatå där tiden sägs stått stilla fylld av dinosaurier och apmänniskor.
En försvunnen värld har varit inspirationskälla till en rad filmer och böcker, däribland storfilmen King Kong (1933), Edgar Rice Burroughs Landet som tiden glömde (1924) och Michael Crichtons En försvunnen värld (1995), som även delar samma titel samt en delvis liknade handling. Romanen har dessutom filmatiserats ett flertal gånger. Den i särklass med kända filmversionen är stumfilmen från 1925 med samma namn regisserad av Harry O. Hoyt med banbrytande specialeffekter av Willis O'Brien. En svenskspråkig utgåva av boken publicerades 1913 av Hugo Gebers förlag med översättning av Hanny Flygare.

## Handling

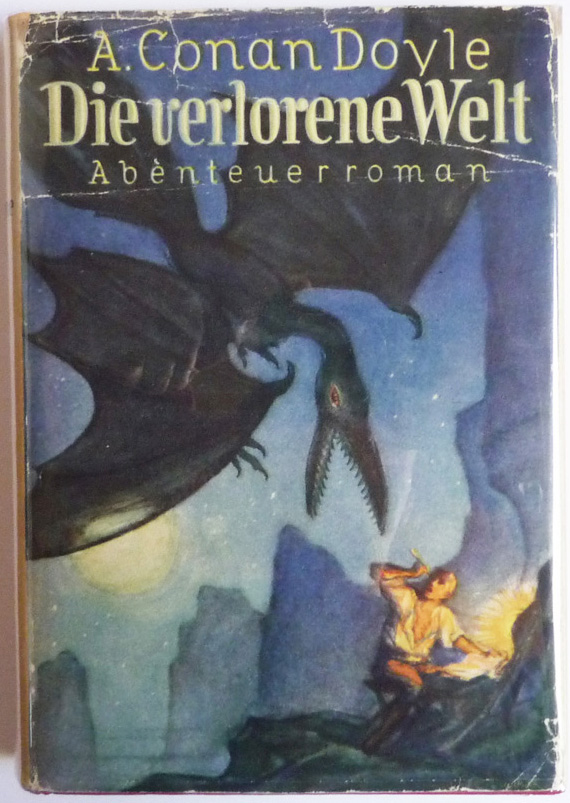
Omslagsbild till en tysk utgåva.

Det tidiga 1900-talets London är i uppror. Den kontroversielle professor George Edward Challenger har nyligen återvänt till England med en otroligt påstående som skakar forskarvärlden. Han hävdar bestämt att det finns en högplatå i den sydamerikanska Amazonasdjungeln där tiden stått stilla och Dinosaurierna inte dött ut. En omöjlighet menar de flesta, ren lögn och bedrägeri säger professorns motståndare.
För att få tyst på kritiken beger sig Challenger tillsammans med journalisten Edward D. Malone och forskarkollegan professor Summerlee, ut på en ny expedition till den försvunna världen, för att bevisa dess existens en gång för alla. Men uppgiften visar sig svårare Challenger kunnat ana. Snart förvandlas upptäcktsresan till en kamp för överlevnad i en oförsonlig djungel fylld av gigantiska skräcködlor och vildsinta människoapor.

## Originalillustrationer

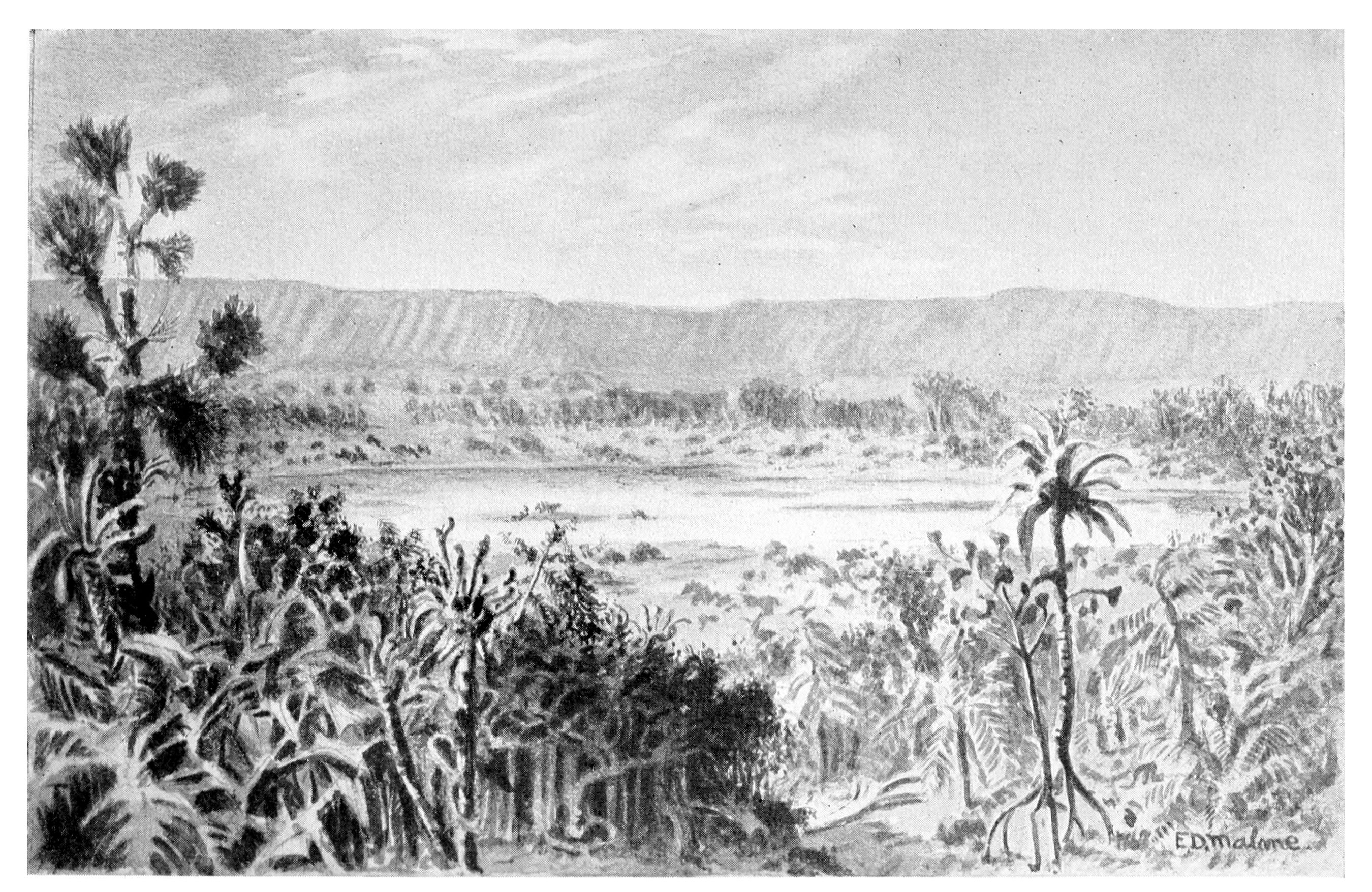
Överblick av platån sedd från toppen av ett ginkgoträd.
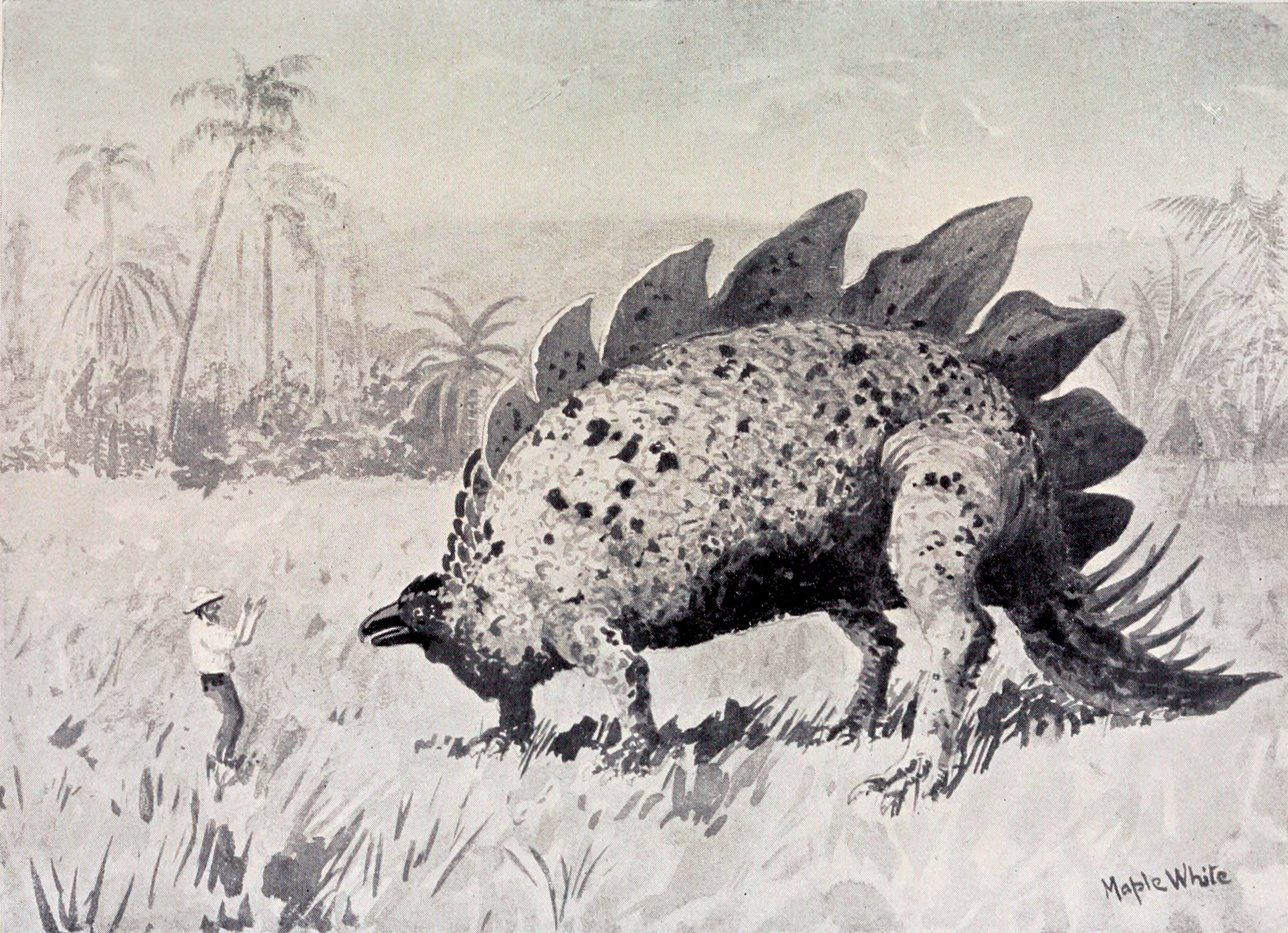
Professor Challenger stöter på en Stegosaurus.
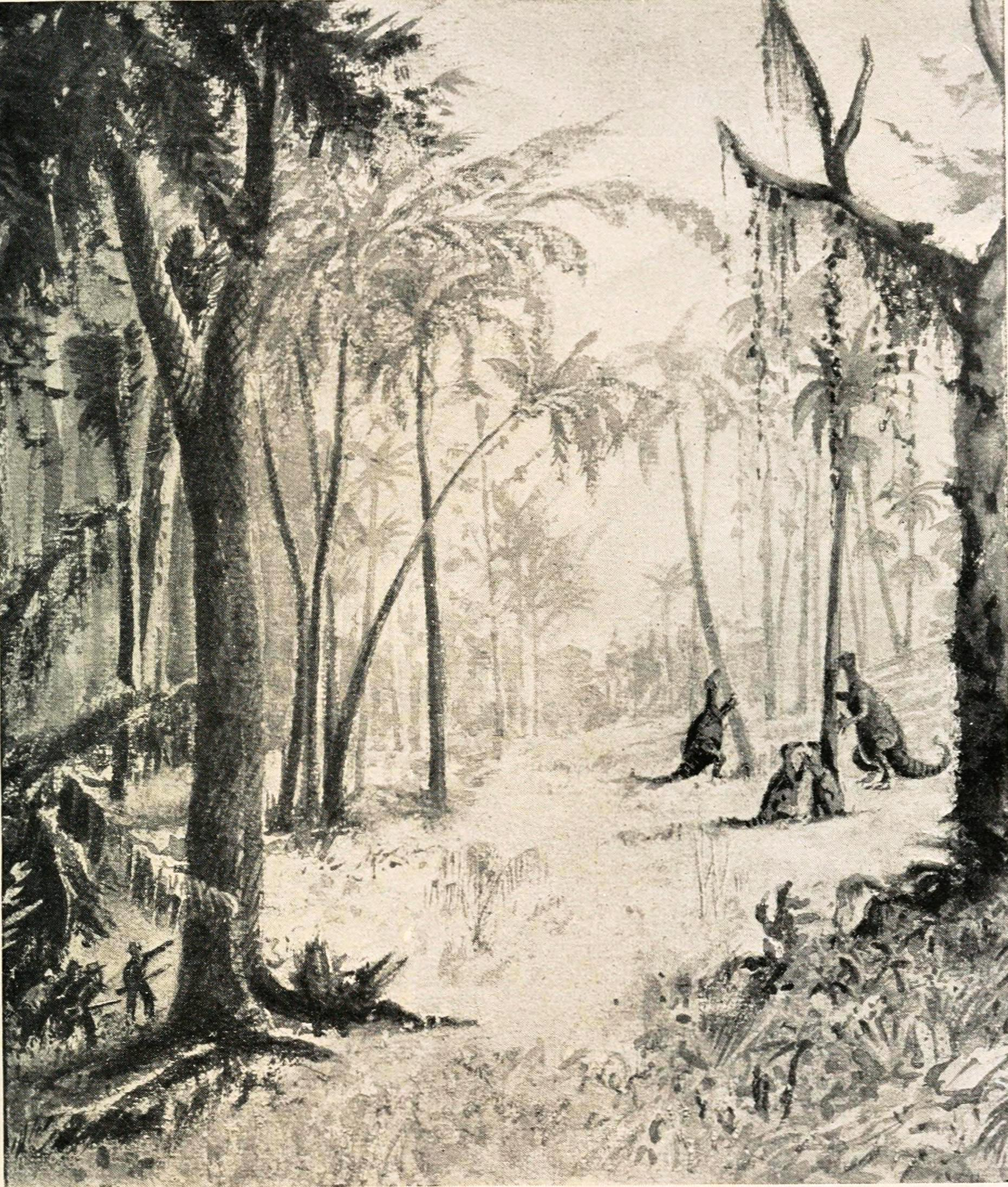
En grupp Iguanodon i en skogsglänta.
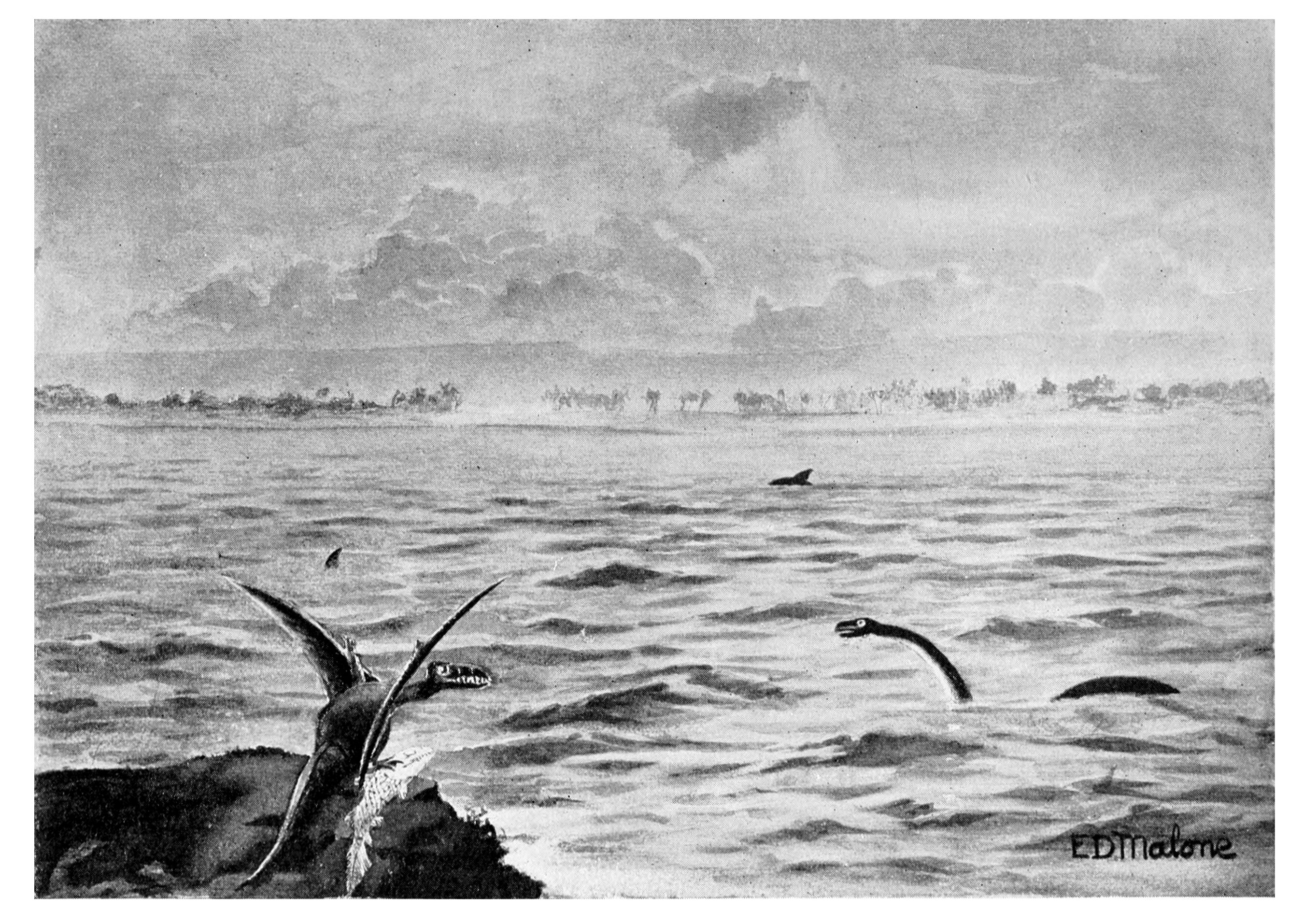
Flygödlor och plesiosaurier i en sjö.

## Filmatiseringar

### Film
| År   | Land | Titel                    | Regi         | Skådespelare                                   | Produktionsbolag        |
| ---- | ---- | ------------------------ | ------------ | ---------------------------------------------- | ----------------------- |
| 1925 | USA  | En försvunnen värld      | Harry O.Hoyt | Bessie Love, Lewis Stone, Wallace Beery        | First National Pictures |
| 1960 | USA  | En försvunnen värld      | Irwing Allen | Michael Rennie, Jill St. John, David Hedison   | Irwin Allen Productions |
| 1992 | USA  | The Lost World           | Timothy Bond | John Rhys-Davies, Eric McCormack, David Warner | -                       |
| 1992 | USA  | Return to the Lost World | Timothy Bond | John Rhys-Davies, Eric McCormack, David Warner | -                       |
| 1998 | USA  | The Lost World           | Bob Keen     | Barry Barnholtz, Luc Campeau, John Landis      | -                       |
| 2005 | USA  | King of the Lost World   | Leigh Scott  | Bruce Boxleitner, Jeff Denton, Steve Railsback | The Asylum              |

### TV
| År        | Land                    | Titel                                   | Regi        | Skådespelare                                 | Produktionsbolag |
| --------- | ----------------------- | --------------------------------------- | ----------- | -------------------------------------------- | --- |
| 2001      | Storbritannien          | En försvunnen värld                     | Stuart Orme | Bob Hoskins, James Fox, Matthew Rhys         | BBC, A&E Network, RTL |
| 1999–2002 | Kanada, Australien, USA | Sir Arthur Conan Doyle's The Lost World | Olika       | Peter McCauley, Rachel Blakely, William Snow | Coote-Hayes Productions, Action Adventure Network, Telescene, St. Clare Entertainment, The Over the Hill Gang Productions |